# Вернон Веллс
Вернон Веллс (англ. Vernon Wells; нар. 31 грудня 1945) — австралійський актор, відомий ролями лиходіїв.

## Біографія
Вернон Веллс народився 31 грудня 1945 року у місті Рашворт штат Вікторія, Австралія. Батьки Майкл Веллс і Єва Мод. Спочатку працював у каменоломні, а потім продавцем. У віці 14 років почав співати в рок-групі. Закінчив освіту з дипломом інженера в галузі телекомунікацій. У 70-их починає з'являтися в телевізійних рекламних роликах і телесеріалах. Режисер Джордж Міллер запросив Веллса зіграти роль Веза, лідера банди, який переслідує героя Мела Гібсона, у фільмі Шалений Макс 2, який у підсумку став культовим у всьому світі.

## Вибіркова фільмографія
| Рік       |    | Українська назва              | Оригінальна назва                  | Роль                    |
| --------- | -- | ----------------------------- | ---------------------------------- | ----------------------- |
| 1981      | ф  | Шалений Макс 2                | Mad Max 2                          | Вез                     |
| 1985      | ф  | Чудернацька наука             | Weird Science                      | лорд-генерал            |
| 1985      | ф  | Командо                       | Commando                           | Бенет                   |
| 1985      | с  | Макгайвер                     | MacGyver                           | Кетлін                  |
| 1986      | с  | Лицар доріг                   | Knight Rider                       | Вілсон                  |
| 1987      | ф  | Внутрішній простір            | Innerspace                         | містер Айго             |
| 1987      | ф  | Останній справжній чоловік    | Last Man Standing                  | Ру Маркус               |
| 1988      | ф  | Захід                         | Sunset                             | австралійський вибивала |
| 1989      | с  | Макгайвер                     | MacGyver                           | Пол Донней              |
| 1990      | ф  | Людина-мікросхема             | Circuitry Man                      | "Plughead"              |
| 1990      | ф  | Креветка на грилі             | The Shrimp on the Barbie           | Брюс Вудлі              |
| 1992      | ф  | Фортеця                       | Fortress                           | Меддокс                 |
| 1994      | ф  | Людина-мікросхема 2           | Plughead Rewired: Circuitry Man II | "Plughead"              |
| 1996      | ф  | Космічні далекобійники        | Space Truckers                     | містер Кутт             |
| 1998      | ф  |                               | Billy Frankenstein                 | Отто фон Слоан          |
| 2001—2002 | с  | Могутні Рейнджери: Дикий світ | Power Rangers                      | Рансік                  |
| 2002      | ф  | Прокляття золотої шахти       | Curse of the Forty-Niner           | Джеремая Стоун          |
| 2003      | ф  | Луні Тюнз: Знову в дії        | Looney Tunes: Back in Action       | віце-президент Acme     |
| 2003      | ф  | Король мурах                  | King of the Ants                   | Беккет                  |
| 2003      | ф  | Лицар диявола                 | Devil's Knight                     | Френк                   |
| 2007      | в  | Двічі звернений               | Revamped                           | Вес                     |
| 2009      | ф  | Хулігани Зеленої вулиці 2     | Green Street 2: Stand Your Ground  | губернатор Танкерслі    |
| 2009      | ф  | Чарлі Валентайн               | Charlie Valentine                  | Брод                    |
| 2009      | ф  | М'ясник                       | The Butcher                        | командир ІРА            |
| 2010      | ф  | Воїн доріг                    | Downstream                         | Корвін                  |
| 2010      | ф  | Господарі міста гріхів        | Westbrick Murders                  | Макс                    |
| 2010      | вг | Darksiders: Wrath of War      | Darksiders: Wrath of War           | Самаель                 |
| 2010      | вг | Darksiders II                 | Darksiders II                      | Самаель                 |
| 2016      | вг | Deus Ex: Mankind Divided      | Deus Ex: Mankind Divided           | Джим Міллер             |
| 2019      | вг | Darksiders Genesis            | Darksiders Genesis                 | Самаель                 |